# Maison de Villehardouin
 (janvier 2020).
La Maison de Villehardhouin est une maison du Comté de Champagne, du royaume de France.

## Maison de Villehardouin

### Branche ainée
- Vilain de Villehardouin († entre 1153 et 1170). Premier seigneur de Villehardouin connu. Il épouse Dameron, dont le nom de famille est inconnu, dont il a au moins huit enfants :
  - Geoffroi de Villehardouin, qui suit.
  - Jean de Villehardouin († après 1216). Seigneur de Brandonvillers. Il part pour le Terre-Sainte avec sa femme en 1204 et est de retour en Champagne vers 1207. Il épouse Céline de Briel, dont il a au minimum trois enfants :
    - Geoffroi de Villehardouin. Tige de la branche cadette dites des princes d'Achaïe.
    - Eremburge de Villehardouin, qui épouse Bernard de Montbard, seigneur d'Epoisses, fils d'André Ier de Montbard, seigneur de Montbard, et d'Helvide de Montréal, dont elle a plusieurs enfants.
    - Gautier de Villehardouin, qui aurait eu un fils :
      - Eudes de Villehardouin, évêque de Corona.

    - probablement d'autres enfants dont les prénoms sont inconnus.

  - Roscelin de Villehardouin († avant 1183), chanoine de Saint-Etienne de Troyes.
  - Vilain de Villehardouin, sous-doyen de l'Église de Saint-Etienne de Troyes, excommunié en 1192 pour s'être emparé des dîmes de Villehardouin données par son père à l'église de Troyes lorsqu'il avait fait recevoir Roscelin comme chanoine.
  - Émeline de Villehardouin, abbesse de Montier-en-l'Isle en 1232, à qui son frère Geoffroi réserve les dîmes de Brantigny et du Doyer.
  - Haice, religieuse au prieuré de Foicy.
  - Gui de Villehardouin, dit la Grive († avant 1223), chevalier, seigneur de Villevoque. Il épouse en premières noces Hodierne de Conflans, dont il a une fille (Wibors de Villehardouin, probablement morte jeune et sans descendance). Veuf, il épouse en secondes noces Vilaine de Brantigny.
  - Gautier de Villehardouin, cité dans des chartes de 1189 et 1191. Le nom de son épouse est inconnu mais il a plusieurs enfants, dont Béatrix de Villehardouin qui épouse Anseau de Courcelles.

- Geoffroi de Villehardouin († entre 1212 et 1218), chroniqueur[1], chevalier et croisé, seigneur de Villehardouin et de Villy, maréchal de Champagne puis de Romanie. Il épouse en premières noces une fille de Dreux, dit Strabo, seigneur de Villemaur, et d'Hersende, dont il a trois enfants. Veuf, il épouse en secondes noces Channe de Lézinnes, fille de Guillaume de Lézinnes et de Dameron d'Arcy-sur-Cure, dont il a deux enfants :
  - de (1) : Erard de Villehardouin, qui suit.
  - de (1) : Alix ou Adélaïde de Villehardouin, religieuse puis abbesse à abbaye Notre-Dame-aux-Nonnains de Troyes.
  - de (1) : Marie de Villehardouin, qui épouse Ascelin de Merry, seigneur de Merry-les-Sacy, dont elle a plusieurs enfants.
  - de (2) : Geoffroi de Villehardouin, qui épousé une certaine Ada, peut-être de Nully, qui serait la fille de Vilain de Nully et d'Ada de Montmirail. Décédé avant 1219, probablement sans postérité.
  - de (2) : Dameron de Villehardouin, religieuse à abbaye Notre-Dame-aux-Nonnains puis au Prieuré de Foicy.

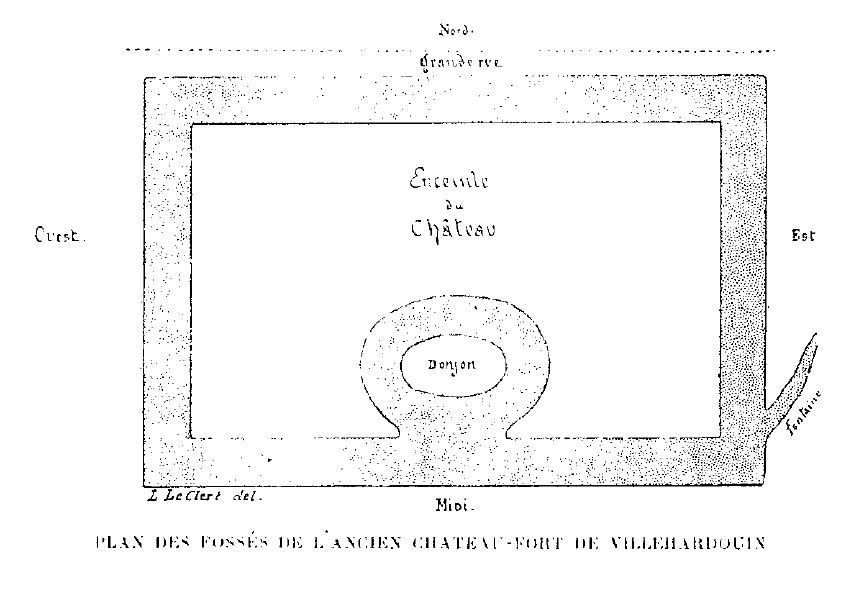
Plan des fossés de l'ancien château-fort de Villehardouin, par Ernest Petit.

- Erard Ier de Villehardouin, dit aussi de Villy († après février 1224), seigneur de Villehardouin, de Villy et de Lézinnes et maréchal de Champagne. Il participe à la bataille de Bouvines. Il épouse en premières noces Mabile de Chappes, fille de Gui de Chappes, seigneur de Jully-sur-Sarce, et d'Agnès de Bar-sur-Seine, dont il a deux enfants. Veuf, il épouse en secondes noces Marguerite de Mont-Saint-Jean, fille de Joubert de Mont-Saint-Jean, seigneur d'Ancy-le-Franc, et de Jeanne de Venouse, dont il a un enfant :
  - de (1) : Guillaume de Villy, qui suit.
  - de (1) : Agnès de Villy, qui épouse Milon de Lirey, dont elle a une postérité.
  - de (2) : Marguerite de Villy, qui épouse successivement Gaucher de Maligny dont elle a deux enfants, Jean de Seignelay et Jean d'Epoisses dont elle a un enfant.

- Guillaume Ier de Lézinnes ou de Villy († en 1246), seigneur de Villy et de Lézinnes et maréchal de Champagne. Il abandonne le nom de Villehardouin pour celui de Villy. En sa mémoire, le village de Villy prend le nom de Villy-le-Maréchal à la fin du XIIIe siècle[2]. Il épouse Marguerite de Mello, fille de Guillaume de Mello et d'Elisabeth de Mont-Saint-Jean, dont il a cinq enfants.
  - Erard de Lézinnes, qui suit.
  - Guillaume II de Lézinnes, qui suit après son frère.
  - Mabile de Lézinnes, qui épouse en premières noces Erard de Châtillon, fils de Gaucher III de Châtillon, seigneur de Nanteuil-la-Fosse, et de Marie de Brienne, dont elle a plusieurs enfants. Veuve, elle épouse en secondes noces Geoffroi de Joinville, seigneur de Briquenay, fils de Jean de Joinville et d'Alix de Grandpré, dont elle a plusieurs enfants.
  - Isabelle de Lézinnes, qui épouse Gaucher de Châtillon, seigneur de Crecy, fils d'Hugues Ier de Châtillon, comte de Saint-Pol, et de Marie d'Avesnes, dont elle a plusieurs enfants.
  - Marguerite de Lézinnes, religieuse puis abbesse de Sainte-Marie de Troyes.

- Erard II de Lézinnes († le 12 juillet 1278 à Rome), seigneur de Lézinnes. Chanoine à Auxerre en 1258, puis doyen en 1264. Il est élu évêque d'Auxerre en 1270. Il est promu cardinal-évêque le 12 mars 1278 et il meurt à Rome le 12 juillet 1278.

- Guillaume II de Lézinnes († en 1264), seigneur de Lézinnes après que son frère aîné soit devenu chanoine à Auxerre. Il épouse Mahaut ou Mathilde de Sexfontaines, fille de Simon III, seigneur de Sexfontaines, et d'Isabelle de Jonvelle, dont il a un enfant :
  - Erard de Lézinnes, qui suit.

- Erard III de Lézinnes, dit Trouillard († en 1329). Il a comme parrain et protecteur son oncle Erard, évêque d'Auxerre. Il est élevé par sa tante Mabile et par son oncle Géoffroi de Joinville. Le surnom de Trouillard, sous lequel sont désignés tous ses successeurs, vient de la maison de Joinville. Il participe à la bataille de Mons-en-Pévèle. Il épouse Marie d'Arzillières, dame de Coole, fille de Guillaume II, seigneur d'Arzillières, et d'Agnès de Plancy, dont il a au moins cinq enfants :
  - Jean de Lézinnes, qui suit.
  - Marguerite de Lézinnes, décédée jeune en 1307.
  - Jeanne de Lézinnes, qui épouse en premières noces Erard de Toucy, puis veuve, elle épouse en secondes noces Robert de Châtillon-en-Bazois, dont elle a plusieurs enfants.
  - deux autres fils cités comme décédés avant 1335 dans un procès de chasse.

- Jean Ier Trouillard de Lézinnes († en 1345), seigneur de Lézinnes et de Coole. Il épouse Jeanne de Bourlemont, fille de Jean Ier de Bourlémont et de Jeanne de Grancey, dont il a au moins cinq enfants. À sa mort, ses enfants sont placés sous la tutelle de Robert de Châtillon-en-Bazois et de Mile de Noyers.
  - Erard de Lézinnes, qui suit.
  - Jean de Lézinnes, qui suit après son frère.
  - Marie de Lézinnes, qui épouse Gaucher de Seignelay, mais n'a pas de postérité. En mars 1375, elle soutint en Parlement un procès contre son frère Jean.
  - Claudette de Lézinnes, probablement morte jeune sans union ni postérité.
  - Guillaume de Lézinnes, seigneur de Coole. Probablement mort jeune sans union ni postérité.
  - peut-être Pierre de Lézinnes, qui guerroya pour le duc de Bourgogne.

- Erard IV Trouillard de Lézinnes († en 1357). Il est émancipé peu après la mort de son père. Il épouse Marie de Pacy, fille de Gaucher, seigneur de Pacy-sur-Armançon, et de Jeanne de Marmeaux, mais n'a pas de postérité.

- Jean II Trouillard de Lézinnes († en 1399). Il eut de nombreux procès et laissa beaucoup de dettes. Il épouse Jacquette de Frolois, dame de Posanges, fille de Milon de Frolois et Jeanne de Vaux dont il a deux enfants :
  - Erard de Lézinnes, qui suit.
  - Gui de Lézinnes († après 1414). En 1383, il assassine Étienne, fils de Jacquet et bâtard de Marmeaux, lors d'une chasse dans ses bois, puis prend la fuite. Il rentre en 1384 après avoir obtenu la grâce du roi de France Charles VI, en raison des services rendus par son père et ses prédécesseurs à la seigneurie de Lézinnes. Toutefois, à la suite de son crime il reste écuyer toute sa vie et ne put avoir de mariage ni de postérité.

- Erard V Trouillard de Lézinnes († avant 1438). Tout comme son père, il eut de nombreux procès et contracta beaucoup de dettes. Il fut au service du duc de Bourgogne et devint son chambellan. Croulant sous les dettes et faute d'hommage, Lézinnes est confisquée en 1397. Il épouse Marguerite de Mello, fille de Dreux de Mello, seigneur de Saint-Bris, dont il a deux enfants. Il a également un fils bâtard d'une mère inconnue.
  - Antoinette de Lézinnes, dame de Coole et de Chapelaines. Elle épouse en premières noces Léger de Dinteville, chambellan du roi, dont elle a plusieurs enfants. Veuve, elle épouse en secondes noces Alexandre de Christon, un chevalier écossais d'une ancienne lignée et allié aux Douglas.
  - Claudine de Lézinnes, citée en 1438. Probablement morte peu après sans union ni postérité
  - Jean, bâtard de Lézinnes, écuyer. Il combattit avec son père. Il épouse Marguerite de Rambercourt-sur-Orne dont il a une postérité. Ils devaient être pauvres car ils durent vendre le domaine de Rambercourt.

### Branche des princes d'Achaïe
- Geoffroi Ier de Villehardouin († en 1218 ou vers 1227). Il participe à la quatrième croisade mais ne participa pas à la prise de Constantinople. Il part à la conquête du Péloponnèse avec Guillaume de Champlitte, à qui il succède comme prince d’Achaïe. Il épouse Élisabeth de Chappes dont il a cinq enfants :
  - Geoffroi de Villehardouin, qui suit.
  - Guillaume de Villehardouin, qui suit après son frère.
  - Théodose, patriarche d'Antioche.
  - une fille qui épouse Geoffroi de Cicon, fils d'Odon de Cicon.
  - Alice de Villehardouin, qui épouse Hugues de Briel, seigneur de Karytaina, dont elle a un enfant :
    - Geoffroi de Briel.

- Geoffroi II de Villehardouin, († vers 1246). Il devient prince d’Achaïe à la mort de son père. Il épouse Agnès de Courtenay, fille de l'empereur latin de Constantinople Pierre de Courtenay et de Yolande de Hainaut, mais n'a pas de postérité.

- Guillaume de Villehardouin, († en 1278). Il devient prince d’Achaïe à la mort de son frère. Il achève la conquête du Péloponnèse en prenant la partie restant aux mains des Grecs. Il épouse en premières noces Agnès de Toucy, fille de Narjot de Toucy, régent de l'Empire latin de Constantinople, et de Branaina (fille de Jonas), dont il n'a pas d'enfant. Veuf, il épouse en secondes noces Anne Ange Comnène, fille de Michel II Doukas, despote d’Épire, et Théodora Doukaina Petraliphaina, dont il a deux enfants :
  - Isabelle de Villehardouin. Princesse d'Achaïe. Elle épouse en premières noces Philippe d'Anjou, fils de Charles d'Anjou, roi de Naples et de Sicile, et de Béatrice de Provence, dont elle n'a pas d'enfant. Veuve, elle épouse en secondes noces Florent de Hainaut, fils de Jean d'Avesnes, comte héritier de Hainaut, et d'Adélaïde de Hollande, dont elle a une fille. De nouveau veuve, elle épouse en troisièmes noces Philippe de Savoie, fils de Thomas III de Piémont et de Guyonne de Bourgogne, dont elle a une fille :
    - de (2) : Mathilde de Hainaut, princesse d'Achaïe, mariée quatre fois.
    - de (3) : Marguerite de Savoie, promise à 5 ans Charles de Sicile, fils de Philippe Ier de Tarente, mais mariée à Renaud de Forez].

  - Marguerite de Villehardouin. Elle épouse en premières noces Isnard de Sabran, fils Ermengaud de Sabran, comte d'Ariano, dont elle a une fille. Veuve, elle épouse en secondes noces Richard Orsini, âge de plus de 60 ans, dont elle n'a pas d'enfant.
    - de (1) : Isabelle de Sabran. Elle épouse Ferdinand de Majorque, fils de Jacques II de Majorque, roi de Majorque, et d'Esclarmonde de Foix, dont elle a plusieurs enfants. Isabelle et son époux seront prétendants à la principauté d'Achaïe.

## Sources
- Marie Henry d'Arbois de Jubainville, Histoire des Ducs et Comtes de Champagne, 1865.
- Ernest Petit, Généalogies féodales - Les sires de Villehardouin, 1913.
- Foundation for Medieval Genealogy